# Α-liponsav
Az α-liponsav vagy tioktánsav a kofaktorok közé tartozó bioaktív vegyület. Kémiai szempontból kéntartalmú heterociklusos, királis karbonsav. Majdnem minden eukarióta mitokondriumában megtalálható, ahol a piruvát-dehidrogenáz komplex részét képezi.

## Fizikai és kémiai tulajdonságai
Sárga, tűszerű formában kristályosodik. Etanol, DMSO, DMF és hasonló szerves oldószerek jól oldják. Vízben, vizes pufferoldatban gyengén oldódik. Melegítve már 60 °C körül bomlani kezd. Kelátot képez Cu2+, Zn2+ és Pb2+ ionokkal, de Fe3+ ionnal nem. Prekurzora a 6,8-dimerkaptooktánsavnak, amely erősebb kelátképző tulajdonsággal rendelkezik.

## Betegségek

### Kombinált malon- és metilmalonsav-acidémia (CMAMMA)
Az ACSF3 hiánya miatt kialakuló kombinált malon- és metilmalonsav-acidémia (CMAMMA) metabolikus betegségben a mitokondriális zsírsavszintézis (mtFASII), amely a lipoinsav bioszintézisének prekurzor reakciója, károsodik. Ennek eredményeként csökken a fontos mitokondriális enzimek, például a piruvát-dehidrogenáz komplex (PDC) és az α-ketoglutarát-dehidrogenáz komplex (α-KGDH) lipoilációjának mértéke. A liponsavval való kiegészítés nem állítja helyre a mitokondriális funkciót.  